# Rotonde Joffre
La rotonde Joffre est une installation de réparation de matériel ferroviaire située dans la gare de triage Joffre de la Compagnie des chemins de fer nationaux du Canada à Charny (Québec).

## Histoire
La rotonde Joffre est mise en service en 1880 au dépôt de Charny. Elle comporte vingt-quatre stalles pour l’entretien des locomotives à vapeur.
En 1920-1921, le Canadien National modernise les installations avec quinze stalles, un plancher de béton, la modification de la dimension des baies pour les locomotives diesel plus récentes, l'atelier d'usinage et la plaque tournante.
La rotonde Joffre a été désignée lieu historique national du Canada en 1992 par le Gouvernement du Canada et constitue la seule à être encore en fonction au Canada.
La rotonde de Charny est rebaptisée la rotonde Joffre en l'honneur de Joseph Joffre, commandant en chef des armées de France lors des premières années de la Première Guerre mondiale, sous les ordres duquel ont servi plusieurs cheminots canadiens enrôlés, qui travaillaient auparavant à la rotonde de Charny et qui y sont retournés après leur service.